# Kamen Rider OOO
Kamen Rider OOO (jap. 仮面ライダーOOO（オーズ） Kamen Raidā Ōzu; albo Kamen Rider O's, czyt. ołz) – japoński serial tokusatsu, dwudziesta pierwsza odsłona serii Kamen Rider. Serial został stworzony przez Toei Company. Emitowany był na kanale TV Asahi od 5 września 2010 do 28 sierpnia 2011 roku, liczył 48 odcinków.
Sloganem promującym serial jest zdanie "Przemienię się!" (俺が変身する!!! Ore ga henshin suru!!!)

## Fabuła
Eiji Hino jest młodym japońskim podróżnikiem ze smutną przeszłością i przekonaniem, że żadne miejsce nie jest dla niego domem. Kiedy metaliczne potwory zwane Rzondzami i Pyhami zostają uwolnione z więzów po 800 latach i postanawiają atakować ludzi aby spełnić swe żądze konsumpcji ich pragnień, jeden z Rzondz- Ankh, a właściwie jego prawa ręka ofiarowuje Eijiemu trzy medale oraz tajemniczy pas, dzięki któremu ma się on stać Kamen Riderem OOO i walczyć z potworami. Oprócz niego przeciw Rzondzom i Pyhom walczy tajemnicza Fundacja Kōgami, która daje OOO broń, jednak ma swoje ukryte plany wobec niego i potworów. Walka z potworami staje się dla Eijiego celem o wiele większym niż podróże. Niedługo później pojawia się na scenie drugi Rider- Kamen Rider Birth.

## Postacie
- Eiji Hino/Kamen Rider OOO (火野 映司/仮面ライダーOOO Hino Eiji/Kamen Raidā Ōzu)
- Ankh (アンク Anku) - jeden z Rzondz, który 800 lat temu zdecydował się zdradzić pozostałą czwórkę i pomagać pierwszemu OOO w walce z nimi. Jednak kiedy OOO pozbawił Rzondze wszystkich Rdzeniomedali prawa ręką z duszą Ankha odłączyła się od reszty ciała i została zamknięta osobno. W 2010 ręka ta wyzwala się i wypuszcza pozostałe Rzondze by je pokonać i odzyskać ciało. By kryć się w społeczeństwie Ankh opętuje umierającego policjanta Shingo Izumiego.
- Hina Izumi (泉 比奈 Izumi Hina) - licealistka, siostra policjanta Shingo Izumiego, który stał się nowym ciałem Ankha. Jest obdarzona ogromną siłą fizyczną.
- Shingo Izumi (泉 信吾 Izumi Shingo) - policjant, starszy brat Hiny. Ucierpiał podczas ataku Pyhy Modliszki co prawie doprowadziło go do śmierci. Jego ciało zostało opętane przez Ankha, co podtrzymuje go przy życiu. Jeśli Ankh odłączy się od ciała Izumiego ten może umrzeć w krótkim czasie.

- Shintarō Gotō (後藤 慎太郎 Gotō Shintarō)

- Chiyoko Shiraishi (白石 千世子 Shiraishi Chiyoko) - wesoła właścicielka restauracji Cous Coussier, w której pracują Hina, Eiji, i przez pewien czas Gotō. Była podróżniczką tak jak Eiji, który znalazł się przypadkiem na jednym ze zdjęć z jej podróży. Lubi przebierać się w kostiumy z różnych epok i stron świata oraz urządzać dni tematyczne w swojej restauracji. Shiraishi wygląda niemal identycznie jak zmarła przed laty siostra Makiego, jednak różni się od niej charakterem. Przez dłuższy czas bohaterowie ukrywali przed nią tożsamość Ankha i fakt, że Eiji jest OOO, jednak Hina ostatecznie wyjawia jej to po przemianie Eijiego w Rzondzę.

- Kōsei Kōgami (鴻上 光生 Kōgami Kōsei) - ekscentryczny właściciel Fundacji Kōgami, która zajmuje się tworzeniem technologii opierającej się na Komórkomedalach. Lubi piec torty urodzinowe i słuchać piosenki "Happy Birthday". Ma dużą wiedzę na temat OOO i Rzondz, zna ich historię oraz cel działań, ponadto sam jest potomkiem pierwszego OOO. Pozwala Eijiemu i Ankhowi używać produktów swej firmy, jednak w zamian mają mu oni dawać 60% uzyskanych przez nich Komórkomedali, co nie podoba się Ankhowi, gdyż są one mu potrzebne do życia.

- Erika Satonaka (里中 エリカ Satonaka Erika)

- Akira Date/Kamen Rider Birth (伊達 明/仮面ライダーバース Date Akira/Kamen Raidā Bāsu)
- Kiyoto Maki (真木 清人 Maki Kiyoto)

### Rzondze
Rzondze (グリード Gurīdo, Greeed) to tajemnicze, metaliczne potwory, które są głównymi antagonistami Riderów. Przypominają humanoidalne zwierzęta i zostały stworzone z 50 Rdzenio Medali O na żądanie pierwszego Kamen Ridera OOO, który z ich pomocą próbował osiągnąć boskość. Początkowo były bezmyślne, jednak otrzymały świadomość kiedy u każdego z nich zniszczono jeden Medal. Egzystencja Rzondz jest oparta na ludzkich pragnieniach. W serialu wystąpiła piątka Rzondz, każdy z nich posiada imię wzorowane na japońskich nazwach ludzkich uczuć. Ich angielska nazwa, Greeed pochodzi od słowa greed, oznaczającego żądzę, ponadto pisana jest z błędem ortograficznym (trzema, a nie dwoma e). Podwładnymi Rzondz są Pyhy.
- Uva (ウヴァ Uva)
- Kazari (カザリ Kazari)
- Gamel (ガメル Gameru)
- Mezool (メズール Mezūru)
- Zaginiony Ankh (アンク（ロスト） Anku (Rosuto))

### Pyhy
Pyhy (ヤミー Yamī, Yummy) są potworami podległymi Rzondzom. Podobnie jak one są zbudowane jedynie z Komórko Medali, którymi krwawią po zranieniu. Pyhy zajmują się pożeraniem ludzkich pragnień i włamują się za pomocą Komórko Medali do ich ciał. Każdy Rzondza posiada własny sposób stworzenia Pyhy. Ich angielska nazwa wywodzi się od dwóch słów: angielskiego yummy oznaczający smakowity, pyszny i japońskiego yami (闇) oznaczającego ciemność.

## Obsada
- Eiji Hino/Kamen Rider OOO: Shū Watanabe
- Ankh, Shingo Izumi: Ryōsuke Miura
- Hina Izumi: Riho Takada
- Chiyoko Shiraishi: Marie Kai
- Shintarō Gotō: Asaya Kimijima
- Kōsei Kōgami: Takashi Ukaji
- Erika Satonaka: Mayuko Arisue
- Akira Date: Hiroaki Iwanaga
- Kiyoto Maki: Yū Kamio
- Kazari: Taito Hashimoto
- Uva: Yūsuke Yamada
- Gamel: Hiroyuki Matsumoto
- Mezool: Honoka Miki (ludzka postać), Yukana (głos)
- Zaginiony Ankh: Hikari Tobita (ludzka postać), Miyu Irino (głos)

## Media

### Filmy
- OOO, Den-O, Wszyscy Riderzy: Do boju Kamen Riderzy! (jap. オーズ・電王・オールライダー レッツゴー仮面ライダー Ōzu, Den'ō, Ōru Raidā: Rettsu Gō Kamen Raidā)

Premiera: 11 września 2004 r.
- Kamen Rider OOO Wonderful: Szogun i 21 Rdzeniomedali (jap. 劇場版　仮面ライダー剣　WONDERFUL 将軍と２１のコアメダル Gekijōban Kamen Raidā Ō Wandāfuru: Shōgun to nijūichi no Koa Medaru)

Premiera: 11 września 2004 r.

### Odcinek na DVD
- Kamen Rider OOO Hyper Battle DVD- Quiz, Taniec i Takagarooba (jap. 仮面ライダーオーズ　ハイパーバトルDVD　クイズとダンスとタカガルバ Kamen Raidā Ōzu Haipā Batoru Dī Bui Dī Kuizu to Dansu to Takagaruba)

### Muzyka
Opening
- "Anything Goes!"

Słowa: Shōko Fujibayashi
Kompozycja: Tatsuo
Aranżacja: Tatsuo i Kōtarō Nakagawa
Wykonanie: Maki Ohguro
Odcinki: 1-48
Ending